# Diogo de Meneses
Diogo de Meneses (Portugal, 1788 — 1878) foi um ministro brasileiro.
Foi ministro da Fazenda do Brasil, de 26 de fevereiro de 1821 a 16 de janeiro de 1822.